# أندراس باب
أندراس باب (مواليد 6 نوفمبر 1960) هو مبارز بالسيف مجري، مثّل بلاده في الألعاب الأولمبية الصيفية 1980.

## روابط خارجية
أندراس باب على موقع أوليمبيديا (الإنجليزية)